# Lycée de Nkayi
 (août 2025).
Si vous disposez d'ouvrages ou d'articles de référence ou si vous connaissez des sites web de qualité traitant du thème abordé ici, merci de compléter l'article en donnant les références utiles à sa vérifiabilité et en les liant à la section « Notes et références ».
Pour les articles homonymes, voir Lycée de Nkayi.
Le lycée de Nkayi, créé en 1973, est un établissement d’enseignement secondaire situé dans la ville de Nkayi (Bouenza), au sud de la république du Congo, connue pour ses activités agricoles et industrielles, notamment dans le secteur sucrier.

## Historique et développement
Le lycée de Nkayi est créé en 1973. Il porte le nom de Marius-Moungou, premier député de Nkayi[réf. nécessaire]. Il a été fondé afin de répondre à la demande croissante d’éducation secondaire dans la commune. Depuis son ouverture, il accueille un nombre important d’élèves, en augmentation au fil des années. Cet établissement public compte actuellement plus de2 000 élèves et près de 60 enseignants’[Pas dans la source].

## Infrastructures
Le lycée dispose d’infrastructures adaptées à l’accueil d’un grand nombre d’élèves, incluant plusieurs bâtiments pour les salles de classe, les bureaux administratifs et les espaces communs[réf. nécessaire]. La construction continue et la rénovation des équipements scolaires dans la région contribuent à améliorer les conditions d’apprentissage. 

## Activités et importance locale
Le lycée fait partie des principaux établissements publics du département de la Bouenza et propose différentes filières générales[réf. nécessaire]. Il accueille des élèves de la ville de Nkayi ainsi que des localités environnantes.